# ロン・クラーク
ロン・クラーク （Ronald ("Ron") William Clarke、1937年2月21日 - 2015年6月17日）は、オーストラリアの陸上競技選手、政治家。1960年代を代表する中長距離ランナーとしてその名を知られる。

## 人物
ビクトリア州メルボルン出身。高校生時代からその才能は注目されメルボルンオリンピックでは聖火最終走者を務めた。
クラークは17度も世界記録を樹立した。1965年7月14日には、10000mで初めて28分の壁を破る27分39秒89を記録している。このときの記録更新は、自己の持っていた世界記録を実に34秒1も縮めるものであった。
このような実力にもかかわらず、オリンピックでは1964年東京オリンピックの10000mで銅メダルを獲得したのにとどまっている（なお1952年ヘルシンキ五輪で5000m、10000m、マラソンの1大会三冠を獲得したザトペックの再来を目指したが、5000m・マラソン共に9位であった。）。
1968年のメキシコオリンピックでは、10000mの決勝レース中に高山病で倒れてしまい、その影響で心臓の後遺症に苦しむこととなってしまった。
走るフォームの優雅さから走るロールスロイスとよばれた。
2004年にオーストラリア・クイーンズランド州 ゴールドコースト市長に当選し、2012年まで務めた。
2015年6月17日、クイーンズランド州サウスポートにて、腎不全のために死去。78歳没。

## 自己ベスト
- 3000m　7分47秒2 (1967年)
- 5000m　13分16秒6 (1966年)
- 10000m　27分39秒4 (1965年)